# The Price of Everything
Pour plus de détails, voir Fiche technique et Distribution.
The Price of Everything est un film américain réalisé par Nathaniel Kahn, sorti en 2018.

## Synopsis
Ce documentaire dresse un portait du marché de l'art contemporain à travers des interviews des artistes Jeff Koons, Larry Poons, Njideka Akunyili Crosby et Gerhard Richter, George Condo, Marilyn Minter ; le marchand d'art Gavin Brown ; la vice-présidente de Sotheby's Amy Cappellazzo et le commissaire-priseur Simon de Pury ; les collectionneurs Stefan Edlis, Gael Neeson et Rubenstein ; ainsi que le critique d'art Jerry Saltz,.

## Fiche technique
- Titre : The Price of Everything
- Réalisation : Nathaniel Kahn
- Musique : Jeff Beal
- Photographie : Robert Richman
- Montage : Brad Fuller, Sabine Krayenbühl et Phillip Schopper
- Production : Carla Solomon, Jennifer Blei Stockman et Debi Wisch
- Pays :  États-Unis
- Genre : Documentaire
- Durée : 98 minutes
- Dates de sortie : 
  -  États-Unis : 19 janvier 2018 (Festival de Sundance 2018), 19 octobre 2018

## Accueil
Le film a reçu un accueil favorable de la critique. Il obtient un score moyen de 76 % sur Metacritic.

## Distinctions
Le film a été présenté en sélection officielle en compétition dans la section Documentaires du Festival du film de Sundance 2018.